# 北極王子
北極王子（英語：Arctic Prince）是一隻愛爾蘭的賽馬。由約瑟夫·麥格拉斯所擁有。北極王子生存於1948年至1969年，牠的賽馬生涯為1950至1951年；曾獲得1951年葉森打吡大賽冠軍。